# Epsilon Tauri

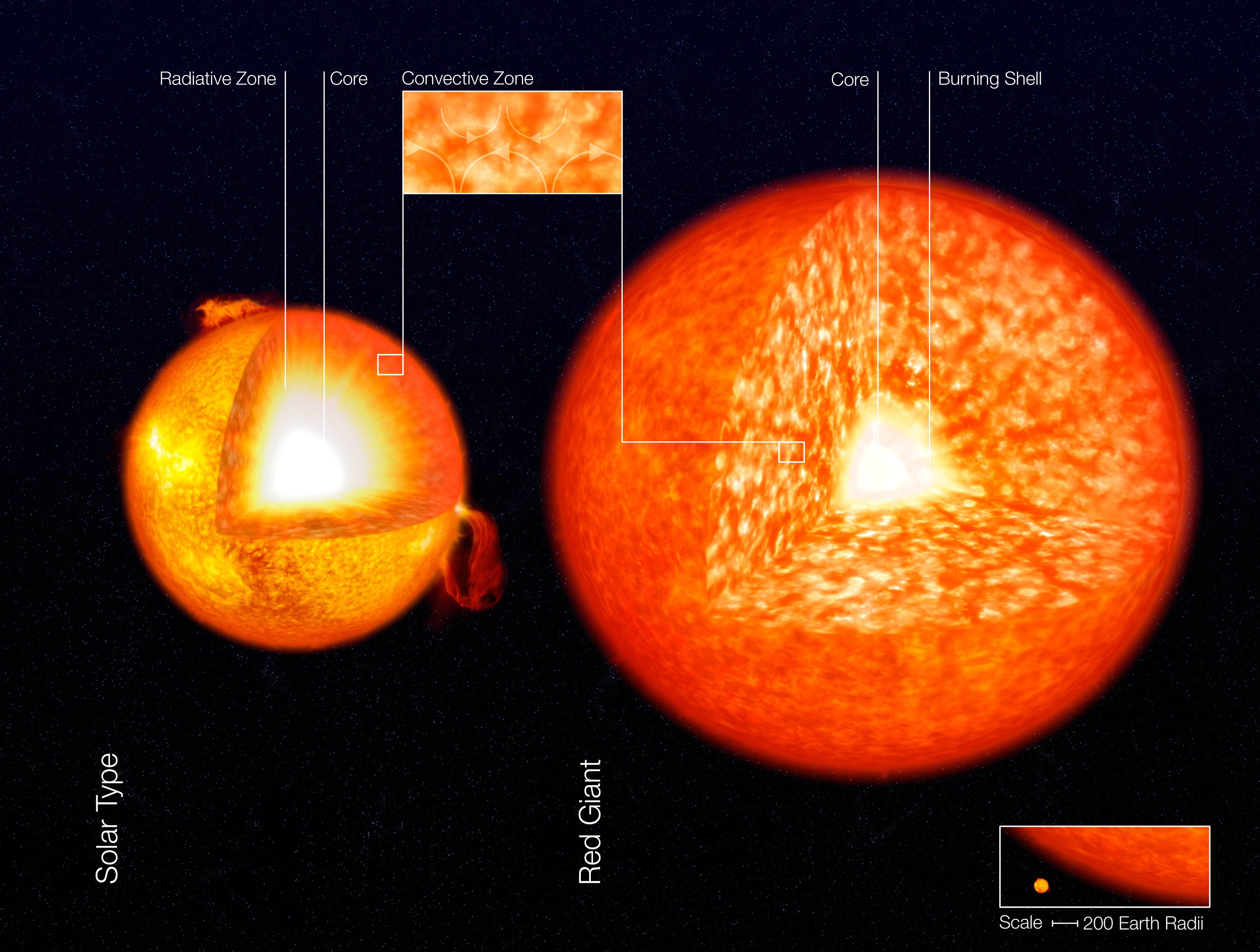
Realizare artistică a unele stele tip gigantă roșie-portocalie.
_{Notă: nu reprezintă steaua Epsilon Tauri}

Epsilon Tauri (ε Tau / ε Tauri) este o stea gigantă roșie-portocalie, tip spectral K0 III, aflată aproximativ la 147 ani lumină de Terra  în constelația Taurus.  Este membru a grupului de stele Hyadele.  Are numele tradițional  Ain (arabă عين), sau Oculus Borealis, amândouă cu semnificația "ochi". Un alt numele tradițional este Coronis (greacă Κορωνις), cu referire la surorile Hyades din mitologia greacă.